# Protaphreutis cubitalis
Protaphreutis cubitalis är en fjärilsart som beskrevs av Edward Meyrick 1910. Protaphreutis cubitalis ingår i släktet Protaphreutis och familjen äkta malar.
Artens utbredningsområde är Mauritius. Inga underarter finns listade i Catalogue of Life.